# La Villeneuve-sous-Thury
La Villeneuve-sous-Thury è un comune francese di 172 abitanti situato nel dipartimento dell'Oise della regione dell'Alta Francia.

## Società

### Evoluzione demografica
Abitanti censiti